# Fox Island
Fox Island is een plaats (census-designated place) in de Amerikaanse staat Washington, en valt bestuurlijk gezien onder Pierce County.

## Demografie
Bij de volkstelling in 2000 werd het aantal inwoners vastgesteld op 2803.

## Geografie
Volgens het United States Census Bureau beslaat de plaats een oppervlakte van
16,5 km², waarvan 13,5 km² land en 3,0 km² water. Fox Island ligt op ongeveer 14 m boven zeeniveau.

## Plaatsen in de nabije omgeving
De onderstaande figuur toont nabijgelegen plaatsen in een straal van 12 km rond Fox Island.